# بلدية ماغانغوي
بلدية ماغانغوي هي بلدية في كولومبيا، في إدارة بوليفار، بلغ عدد سكانها 123٬906  نسمة، في 2017، تبلغ مساحتها 1٬568 كيلومتر مربع.

## أعلام
- ريكاردو توريس